# Чижевичі
Чиже́вичі — село в Україні, в Яворівському районі Львівської області. Засноване 23 травня 1510 року. Населення становить 319 осіб. Орган місцевого самоврядування — Мостиська міська рада.
У селі є церква Різдва Пресвятої Богородиці парафії ПЦУ.